# Sukiny deti
Sukiny deti (russisk: Сукины дети) er en sovjetisk spillefilm fra 1990 af Leonid Filatov.

## Medvirkende
- Vladimir Ilin som Leva Busygin
- Larisa Udovitjenko som Tatjana
- Aleksandr Abdulov som Igor Gordynskij
- Jevgenij Jevstignejev som Andrej Ivanovitj Nanajtsev
- Lija Akhedzjakova som Ella Ernestovna